# Зінь Андрій Богданович
Андрій Богданович Зінь (нар. 14 липня 2000, Тернопіль) — український футболіст, захисник клубу «Нива» (Тернопіль).

## Життєпис
Вихованець ФК «Тернопіль». Окрім «городян», у ДЮФЛУ виступав також за БРВ-ВІК, МФА (Мукачево) та «Волинь». Дорослу футбольну кар'єру розпочав у сезоні 2016/17 років виступами за команду ДЮСШ-ВІК у чемпіонаті Волинської області. У сезоні 2018/19 років зіграв 21 матч та відзначився 3-ма голами за луцьку «Волинь» в юнацькому чемпіонаті України. Наступний сезон провів у «Ковелі-Волині» в аматорському чемпіонаті України. З кінця липня до початку жовтня 2020 року виступав за ФК «Плотича» в чемпіонаті Тернопільського району.
На початку жовтня 2020 року перебрався до «Ниви». У футболці тернопільського клубу дебютував 26 жовтня 2020 року в переможному (2:1) виїзному поєдинку 9-го туру Першої ліги України проти одеського «Чорноморця».